# ふしぎなコアラブリンキー
『ふしぎなコアラ ブリンキー』は、フジテレビおよびその系列局にて、1984年7月7日から同年12月28日まで放送されたテレビアニメ（放送日は、キー局でのもの）。全26話。

## 概要
ぬいぐるみのコアラのブリンキーが動き出し、主人公の女の子・サンディーと共に活躍するSFメルヘンアニメ。
放送当時の日本ではコアラブームが高まっていた事もあり、本作の放送開始からおよそ3か月後に、『コアラボーイ コッキィ』(テレビ東京系)がスタートした。
放送時間は、毎週土曜日18:00 - 18:30（1984年7月 - 同年9月）、後に毎週金曜日17:00 - 17:30（1984年10月以降）。フジテレビとの同時ネット局ではスポンサードネットとなっていたが、ローカルセールス枠としていた地域もあり、一部地域では前述の時間帯に他番組（自社製作番組・再放送番組・系列内外の遅れネット番組）を放送したため番組販売扱いの遅れネット（平日16時台等）または未放送となっていた模様（本作の放送局については、「ネット局」の項目にて明記）。
キャラクターデザインは、森康二と関修一が初期設定を手掛けていたが、最終的には熊田勇が担当した。
なお、ドロシー・ウォールの童話、『いたずらブリンキー』とは関連はない。

## あらすじ
サンディーの家に38年も海の底に沈んだままだった小包が届く。それは行方不明になったおじいちゃんがおばあちゃんに送った荷物で、中にはコアラのぬいぐるみが入っていた。サンディーがぬいぐるみの鼻をこすると、ぬいぐるみは動き出して自分の名前がブリンキーだと話し始めた。ブリンキーが生きていることはサンディーとおばあちゃんだけの秘密。サンディーと仲良しになったブリンキーを異次元の国に連れ戻そうと、わがままなコアラの女の子プリンティもやってくる。

## キャラクター
- ブリンキー

声 - 戸田恵子
異次元の国から来たコアラの男の子。普段はぬいぐるみだが、サンディーと鼻をくっつけることで目を覚ます。プリンティやサンディーのわがままに振り回される気弱な性格。水をかぶるとぬいぐるみに戻ってしまう。ユーカリの葉が好物。時間をあやつるブレスレットを持っている。
- プリンティ

声 - 三浦雅子
おませなコアラの女の子。いたずら好き。いつもブリンキーを異次元の国に連れ戻そうと現れては、サンディーに意地悪をする。空間に穴を開けて場所を移動する魔法の口紅や、魔法のコンパクトをポシェットの中にしまっている。
- サンディー

声 - 安藤ありさ
ブリンキーと暮らしている12歳の人間の女の子。考古学者のパパとは離れて暮らしている。おてんばな性格だが、パパ似と言われたのを気にして美人になりたいと思ったことも。
- ママ

声 - 宗形智子
サンディーのママ。出版社で働いている。サンディーに絵のモデルを頼まれてドレスに着替えてくるおちゃめな性格。
- エリマキトカゲ

声 - 野島昭生
本作の狂言回し。突然現れて「俺、主役!」と叫んだあと、走り去るのが定番。エンディング前の次回予告では、予告ナレーションも担当。
- おばあちゃん

声 - 北川智絵
サンディーのおばあちゃんで、サンディーのパパのママ。38年前に行方知れずになった夫が残したブリンキーをサンディーに譲った。ブリンキーが生きていることを知っている。
- マーク

声 - TARAKO
サンディーの友達。サンディーによく意地悪をしているが、サンディーのことが好き。

## スタッフ
- 製作：本橋浩一
- 企画：佐藤昭司
- 製作管理：中島順三
- プロデューサー：遠藤重夫、田中栄子
- 監督：杉山卓
- キャラクターデザイン：熊田勇
- レイアウト監修：森康二
- 美術設定：工藤剛一
- 美術監督：高野正道
- 色指定：小山明子
- 撮影監督：森田俊昭（トランス・アーツ）
- 編集：瀬山武司、笠原義宏、上遠野英俊
- 音楽：小六禮次郎
- 録音監督：田中英行
- 整音：佐藤守
- 音響効果：依田安文
- 録音スタジオ：太平スタジオ
- 現像所：東京現像所
- タイトル：道川昭、菊池久美子
- 制作デスク：千葉伸也
- アニメーション制作：日本アニメーション
- 制作：日本アニメーション、フジテレビ

## 主題歌
オープニングテーマ - 『不思議 うふふ』
歌 - TARAKO / 作詞 - 石原信一 / 作曲・編曲 - 馬飼野俊一
エンディングテーマ - 『シャバダバだけど』
歌 - 古川登志夫 / 作詞 - 石原信一 / 作曲・編曲 - 馬飼野俊一

※上記2曲を収録したEPレコードは、キャニオン・レコードから発売された。
音楽編（BGM集）
作曲・編曲 - 小六禮次郎　※全曲共通。
レコードNo.C25G-0367
※EPレコードの他に「音楽編」のタイトルで劇中のBGMがWジャケットタイプのLPレコードとして発売された。LPレコードには封入特典としてA3版相当のカラーピンナップポスターが付属していた。

## 各話リスト
| 話 | 放送日        | サブタイトル    | 脚本       | 絵コンテ | 演出     | 作画監督 |
| -- | ------------- | --------------- | ---------- | -------- | -------- | -------- |
| 1  | 1984年 7月7日 | 奇妙なお友達    | 杉山卓     | 杉山卓   | 杉山卓   | 前田英美 |
| 2  | 7月14日       | 宇宙人!?        | 椋露池桂子 | 遠藤克己 | 杉山卓   | 小川隆雄 |
| 3  | 7月21日       | 消えたパパ      | 椋露池桂子 | 遠藤克己 | 杉山卓   | アベ正己 |
| 4  | 7月28日       | ライバル出現    | 椋露池桂子 | 石黒昇   | 石黒昇   | 青井清年 |
| 5  | 8月4日        | 三つのお願い    | 一色伸幸   | 遠藤克己 | 杉山卓   | 前田英美 |
| 6  | 8月11日       | 大冒険!         | 一色伸幸   | 杉山卓   | 杉山卓   | 小川隆雄 |
| 7  | 8月18日       | 大追跡          | 中野顕彰   | 林政行   | 杉山卓   | 前田英美 |
| 8  | 8月25日       | 幻の絵          | 椋露池桂子 | 遠藤克己 | 杉山卓   | 小川隆雄 |
| 9  | 9月1日        | わたしは美人    | 一色伸幸   | 片山一良 | 杉山卓   | アベ正己 |
| 10 | 9月8日        | 困った親切      | 一色伸幸   | 遠藤克己 | 杉山卓   | 小川隆雄 |
| 11 | 9月15日       | ぼく強い子      | 一色伸幸   | 杉山卓   | 杉山卓   | 前田英美 |
| 12 | 9月22日       | 過去への旅      | 椋露地桂子 | 石黒昇   | 石黒昇   | 小川隆雄 |
| 13 | 9月29日       | 異空間の国      | 杉山卓     | 黒川文男 | 杉山卓   | 前田英美 |
| 14 | 10月5日       | 逃げろ大泥棒    | 田辺満     | 岡部英二 | 田辺満   | 小川隆雄 |
| 15 | 10月12日      | なぞ・ナゾ・謎! | 一色伸幸   | 岡部英二 | 杉山卓   | 前田英美 |
| 16 | 10月19日      | 再び異次元へ    | 中野顕彰   | 石黒昇   | 石黒昇   | 小川隆雄 |
| 17 | 10月26日      | 友情の輪ッ      | 椋露地桂子 | 岡部英二 | 杉山卓   | アベ正己 |
| 18 | 11月2日       | ガラスの靴      | 杉山卓     | 杉山卓   | 杉山卓   | 前田英美 |
| 19 | 11月9日       | たのしい休日    | 中野顕彰   | 岡部英二 | 杉山卓   | 前田英美 |
| 20 | 11月16日      | 賢者の石        | 椋露地桂子 | 岡部英二 | 杉山卓   | アベ正己 |
| 21 | 11月23日      | 家出            | 依田安文   | 石黒昇   | 宮下研史 | 小川隆雄 |
| 22 | 11月30日      | プロポーズ      | 一色伸幸   | 杉山卓   | 杉山卓   | 前田英美 |
| 23 | 12月7日       | S・O・S?        | 中野顕彰   | 岡部英二 | 杉山卓   | 小川隆雄 |
| 24 | 12月14日      | わたしが主役    | 椋露池桂子 | 前田英美 | 宮下研史 | 前田英美 |
| 25 | 12月21日      | 大異変          | 杉山卓     | 杉山卓   | 杉山卓   | アベ正己 |
| 26 | 12月28日      | 思い出の日々    | 杉山卓     | 杉山卓   | 杉山卓   | 前田英美 |

- キー局（フジテレビ）と同時ネット局は第1話から第13話までは毎週土曜日18:00 - 18:30に放送された。第14話から第25話までは毎週金曜日17:00 - 17:30に放送された。
- キー局（フジテレビ）と同時ネット局は第26話（最終回）のみ朝7:00 - 7:30に放送された。

## 放送局
※放送系列は放送当時、放送日時は個別に出典が掲示されている局を除き1984年11月中旬 - 12月上旬時点のものとする。
| 放送地域       | 放送局         | 放送系列                                     | 放送日時           | 備考                    |
| -------------- | -------------- | -------------------------------------------- | ------------------ | ----------------------- |
| 関東広域圏     | フジテレビ     | フジテレビ系列                               | 金曜 17:00 - 17:30 | 制作局                  |
| 山形県         | 山形テレビ     | フジテレビ系列                               | 金曜 17:00 - 17:30 |                         |
| 静岡県         | テレビ静岡     | フジテレビ系列                               | 金曜 17:00 - 17:30 |                         |
| 中京広域圏     | 東海テレビ     | フジテレビ系列                               | 金曜 17:00 - 17:30 |                         |
| 岡山県・香川県 | 岡山放送       | フジテレビ系列                               | 金曜 17:00 - 17:30 |                         |
| 山口県         | テレビ山口     | TBS系列 フジテレビ系列                       | 金曜 17:00 - 17:30 |                         |
| 福岡県         | テレビ西日本   | フジテレビ系列                               | 金曜 17:00 - 17:30 |                         |
| 佐賀県         | サガテレビ     | フジテレビ系列                               | 金曜 17:00 - 17:30 |                         |
| 長崎県         | テレビ長崎     | フジテレビ系列 日本テレビ系列                | 金曜 17:00 - 17:30 |                         |
| 宮崎県         | テレビ宮崎     | フジテレビ系列 日本テレビ系列 テレビ朝日系列 | 金曜 17:00 - 17:30 |                         |
| 沖縄県         | 沖縄テレビ     | フジテレビ系列                               | 金曜 17:00 - 17:30 |                         |
| 北海道         | 北海道文化放送 | フジテレビ系列                               | 土曜 18:00 - 18:30 |                         |
| 秋田県         | 秋田テレビ     | フジテレビ系列 テレビ朝日系列                | 木曜 17:00 - 17:30 |                         |
| 宮城県         | 仙台放送       | フジテレビ系列                               | 金曜 16:30 - 17:00 |                         |
| 福島県         | 福島テレビ     | フジテレビ系列                               | 土曜 17:00 - 17:30 |                         |
| 新潟県         | 新潟総合テレビ | フジテレビ系列                               | 土曜 17:00 - 17:30 | 現・NST新潟総合テレビ。 |
| 長野県         | 長野放送       | フジテレビ系列                               | 土曜 17:00 - 17:30 |                         |
| 富山県         | 富山テレビ     | フジテレビ系列                               | 金曜 16:50 - 17:20 | 1984年7月6日から放送    |
| 石川県         | 石川テレビ     | フジテレビ系列                               | 金曜 16:55 - 17:25 | 1984年7月6日から放送    |
| 福井県         | 福井テレビ     | フジテレビ系列                               | 土曜 18:00 - 18:30 | 1984年7月7日から放送    |
| 近畿広域圏     | 関西テレビ     | フジテレビ系列                               | 金曜 7:30 - 8:00   |                         |
| 島根県・鳥取県 | 山陰中央テレビ | フジテレビ系列                               | 土曜 18:00 - 18:30 |                         |
| 広島県         | テレビ新広島   | フジテレビ系列                               | 金曜 16:30 - 17:00 |                         |
| 愛媛県         | 愛媛放送       | フジテレビ系列                               | 土曜 16:55 - 17:25 | 現・テレビ愛媛。        |
| 熊本県         | テレビ熊本     | フジテレビ系列 テレビ朝日系列                | 土曜 17:00 - 17:30 |                         |
| 鹿児島県       | 鹿児島テレビ   | フジテレビ系列 日本テレビ系列                | 木曜 17:25 - 17:55 |                         |